# Ceropegia santapaui
Ceropegia santapaui là một loài thực vật có hoa trong họ La bố ma. Loài này được Wadhwa & Ansari mô tả khoa học đầu tiên năm 1968.